# Phonicosia reingensis
Phonicosia reingensis är en mossdjursart som först beskrevs av Powell 1967.  Phonicosia reingensis ingår i släktet Phonicosia och familjen Lacernidae. Inga underarter finns listade i Catalogue of Life.